# 希爾斯代爾縣 (密西根州)
希爾斯代爾县（英語：Hillsdale County）是美国密西根州南部的一個縣，南鄰俄亥俄州和印地安納州。面積1,572平方公里。根據2020年美國人口普查，共有人口45,746人。縣治希爾斯代爾。該縣成立於1829年10月29日，縣政府成立於1835年2月11日，縣名來自當地多山的地形。